# Callodirphia arpi
Callodirphia arpi är en fjärilsart som beskrevs av William Schaus 1908. Callodirphia arpi ingår i släktet Callodirphia och familjen påfågelsspinnare. Inga underarter finns listade i Catalogue of Life.